# Sigita Mažeikaitė-Strečen
Sigita Mažeikaitė-Strečen   (Panevėžys, 24 de setembre de 1958) és una ex-jugadora d'handbol lituana que va competir sota bandera soviètica durant les dècades de 1970 i 1980.
El 1980 va prendre part en els Jocs Olímpics de Moscou, on guanyà la medalla d'or en la competició d'handbol. En el seu palmarès també destaca una medalla d'or al Campionat del món d'handbol de 1982.